# Миро Микетић
Миро Микетић (Пеовац, код Андријевице, 14. април 1935) српски је учитељ, историчар и књижевник.

## Биографија
Миро Микетић рођен је 1935. године у Пеовцу код Андријевице од оца Бранка и мајке Анђе (девојачко Бандовић). Школовао се у Беранама, Требињу и Пећи. Од 1961. живи са породицом у Торонту где је завршио Универзитет Јорк.
Микетић је као дете био сведок страдања на Лијевчу пољу и у Босанској голготи о којем пише у својим књигама. До сада је објавио две књиге: „Кроз пакао и натраг” (књига у три тома) и „Кодови памћења”.

## Објављене књиге
- „Кроз пакао и натраг” (Беоштампа, 2010)[а]
- „Кодови памћења” (Беоштампа, 2015)
- „Стазе мога живота” (Светигора, 2023)